# 持明院基子
持明院 基子（じみょういん もとこ、生年未詳 - 寛永21年1月2日（1644年2月9日））は、江戸時代初期の女性。後陽成天皇の典侍。父は従二位権中納言持明院基孝。初名は孝子。宰相典侍、大納言典侍といわれた。
後陽成天皇に侍し、慶長4年（1599年）8月勾当内侍となる。慶長7年（1602年）10月3日堯然法親王を産む。慶長14年（1609年）、勅勘により宮中より退出させられたが、同年8月、召し直しとなり、典侍となる。しかし、翌慶長15年（1610年）12月、再び勅勘により退出した。慶長17年（1612年）、出家し了性院と号し、堯然法親王が門跡となっていた妙法院領地内に屋敷を構え、知行百二十石を与えられた。寛永20年（1643年）に同地に寺院を建立し、知行百二十石をその寺領とすることを東福門院を通じて後水尾上皇に願い出た。上皇は了承し、同地を娘谷宮に相続させることとした。同地は後の霊鑑寺である。翌寛永21年（1644年）1月2日薨去。墓所は京都廬山寺。